# Stalking Cat
Stalking Cat eller Dennis Avner, född 27 augusti 1958 i Flint, Michigan, hittad död 5 november 2012  i sitt hem i Tonopah i Nevada, var en amerikan känd för sina kroppsmodifikationer. Avner var mer känd under namnet Catman, även om han själv föredrog det indianska namnet "Stalking Cat". Stalking Cat ägnade mycket tid och resurser åt att genom kirurgiska ingrepp försöka efterlikna en tiger så mycket som möjligt.

## Modifieringsbeskrivning
- omfattande tatueringar, inklusive på ansiktet
- hårmodifikation
- ansiktsimplantat så han kunde ha morrhår
- ansiktsimplantat för att förändra utformningen av ögonbryn och pannan
- filning och modifiering av tänderna för att få ett mer kattlikt utseende
- bar gröna konaktlinser med kattliknande iris
- opererat sina öron
- silikoninjektioner i läpparna, kinderna, hakan och andra delar av hans ansikte
- kluvit överläppen